# Live at the Roxy Theatre
Live at the Roxy Theatre es el primer álbum en directo del músico estadounidense Brian Wilson, publicado por la compañía discográfica Brimel Records en junio de 2000. Tras un periodo exitoso saliendo de gira tras la publicación de Imagination, Wilson decidió grabar su primer álbum en directo. Acompañado de su banda de apoyo, Wilson usó Live at the Roxy Theatre para tocar varios éxitos de The Beach Boys junto a otros temas de su propia carrera musical, así como dos nuevas canciones: «The First Time» y «This Isn't Love».
Live at the Roxy Theatre fue inicialmente publicado y distribuido a través de su recién inaugurada página web en junio de 2000, bajo su propio sello discográfico, Brimel Records. Un sello independiente, Oglio Records, reeditó Live at the Roxy Theatre a nivel global un año después con tres temas extra. 

## Lista de canciones
Todas las canciones escritas y compuestas por Brian Wilson y Mike Love excepto donde se anota. 
| Cara A |                               |                                    |          |  |
| N.º    | Título                        | Escritor(es)                       | Duración |  |
| 1.     | «Little Girl Intro»           |                                    | 0:59     |  |
| 2.     | «The Little Girl I Once Knew» | Brian Wilson                       | 3:25     |  |
| 3.     | «This Whole World»            | Brian Wilson                       | 1:51     |  |
| 4.     | «Don't Worry Baby»            | Brian Wilson, Roger Christian      | 3:27     |  |
| 5.     | «Kiss me Baby»                |                                    | 3:12     |  |
| 6.     | «Do It Again»                 |                                    | 3:25     |  |
| 7.     | «California Girls»            |                                    | 4:07     |  |
| 8.     | «I Get Around»                |                                    | 2:35     |  |
| 9.     | «Back Home»                   | Brian Wilson                       | 4:34     |  |
| 10.    | «In My Room»                  | Brian Wilson, Gary Usher           | 2:48     |  |
| 11.    | «Surfer Girl»                 | Brian Wilson                       | 3:03     |  |
| 12.    | «The First Time»              | Brian Wilson                       | 3:56     |  |
| 13.    | «This Isn't Love»             | Brian Wilson, Tony Asher           | 3:55     |  |
| 14.    | «Add Some Music To Your Day»  | Brian Wilson, Mike Love, Joe Knott | 4:11     |  |
| 15.    | «Please Let Me Wonder»        |                                    | 3:29     |  |

| Disco dos |                            |                                           |          |  |
| N.º       | Título                     | Escritor(es)                              | Duración |  |
| 1.        | «Band Intro»               |                                           | 1:30     |  |
| 2.        | «Brian Wilson»             | Steven Page                               | 0:55     |  |
| 3.        | «'Til I Die»               | Brian Wilson                              | 3:57     |  |
| 4.        | «Darlin'»                  |                                           | 2:51     |  |
| 5.        | «Let's Go Away For Awhile» | Brian Wilson                              | 2:54     |  |
| 6.        | «Pet Sounds»               | Brian Wilson                              | 4:27     |  |
| 7.        | «God Only Knows»           | Brian Wilson, Tony Asher                  | 3:26     |  |
| 8.        | «Lay Down Burden»          | Brian Wilson, Joe Thomas                  | 3:29     |  |
| 9.        | «Be My Baby»               | Ellie Greenwich, Phil Spector, Jeff Barry | 4:11     |  |
| 10.       | «Good Vibrations»          |                                           | 6:02     |  |
| 11.       | «Caroline, No»             | Brian Wilson, Tony Asher                  | 5:00     |  |
| 12.       | «All Summer Long»          |                                           | 3:12     |  |
| 13.       | «Love and Mercy»           | Brian Wilson                              | 3:52     |  |
| 14.       | «Sloop John B»             | Tradicional                               | 3:34     |  |
| 15.       | «Barbara Ann»              | Fred Fassert                              | 2:44     |  |
| 16.       | «Interview with Brian»     |                                           | 4:21     |  |

| Temas extra (edición británica) |                        |                                     |          |  |
| N.º                             | Título                 | Escritor(es)                        | Duración |  |
| 17.                             | «Wouldn't It Be Nice»  | Brian Wilson, Tony Asher, Mike Love | 2:46     |  |
| 18.                             | «Help Me Rhonda»       |                                     | 4:26     |  |
| 19.                             | «Interview with Brian» |                                     | 4:21     |  |